# Rafael Inglada
Rafael Inglada (Málaga, 23 de octubre de 1963) es un poeta, biógrafo de Picasso y editor español.

## Biografía
Rafael Inglada (Málaga, 1963) se inició en el mundo de la poesía con Biografía, con prólogo de Carmen Conde. A este siguieron seis nuevos libros hasta Demonio y maravilla (2015), con el que hasta el momento ha cerrado su etapa poética. Sus versos han visto la luz en varias antologías, como Poesía última (Madrid: El Urogallo, 1987), Una generación para Litoral (Málaga: Litoral, 1987), La poesía más joven, de Francisco Bejarano (Jerez: Ayuntamiento, 1991), Un siglo de sonetos en español, de Jesús Munárriz (Madrid: Hiperión, 2000) o La línea interior, de Pedro Rodríguez Pacheco (Córdoba, 2001). Ha sido incluido en la nómina de la última generación poética en Historia y crítica de la literatura española, de Francisco Rico y Darío Villanueva.
Como editor ha creado, entre otras, las colecciones "Plaza de la Marina", "El manatí dorado", "Poesía circulante", "Llama de amor viva", "El violín de Ingres" o la serie de cuadernos, revista y pliegos "Las hojas del matarife". Dentro del ámbito de las ediciones relacionadas con Picasso, ha dirigido la colección "La hoja que se ríe asomada...". También ha recopilado las obras poéticas de Julio Aumente, Francisco Giner de los Ríos, Rafael León, Fernando de Lapi (inédito) o Emilio Carrère (inédito).
Inglada trabaja desde 1989 en la Fundación Pablo Ruiz Picasso de Málaga, desde donde ha desarrollado además una amplia labor de promoción de la figura y obra de Picasso. Además, en el campo de la plástica ha comisariado diversas exposiciones, como "Alfonso Ponce de León 1906-1936", "Picasso. Maestros y amigos españoles", "Picasso escrito", "Lola Ruiz Picasso 1884-1958", "José Ruiz Blasco 1838-1913", "Picasso de Málaga", o "Ruiz Blasco. Ruiz Picasso. Millones de palomas...". También ha escrito y comisariado el catálogo de la muestra "Cántico 2010".

## Obra

### Poesía
- Biografía. -- Málaga: Diputación Provincial, 1984.
- La senda jaque. --  Córdoba: Ayuntamiento, 1987 (XI Premio de Poesía Ricardo Molina).
- Vidas ajenas. -- Zaragoza: Olifante, 1991.
- Las terrazas de Saratoga. -- Madrid: Huerga y Fierro, 1994.
- Reyes tardíos o amantes. Málaga: Centro del 27, Diputación Provincial, 1997 (finalista del Premio Andalucía de la Crítica).
- La rebelión de los bóxers. -- Málaga: Litoral, 2000.
- Demonio y maravilla. -- Madrid: Huerga y Fierro, 2015.

### Obras sobre Picasso
Además de numerosos artículos en prensa, es autor de los siguientes libros:
- Picasso antes del azul (1881-1901). 2 volúmenes. -- Fundación Picasso, 1995-2003.
- Pablo Picasso (1881-1973). -- Málaga: Editorial Sarriá, 2003.
- Picasso. 30 visiones. -- Málaga: La Opinión de Málaga, 2003.
- Diccionario Málaga Picasso-Picasso Málaga. -- Málaga: Arguval, 2005.
- Biografía de Pablo Picasso. -- Málaga: Arguval, 2007.
- Picasso-Cataluña 1896-1973. Guía de exposiciones. -- Málaga: Inglada Ediciones, 2012).
- 500 españoles y Picasso. -- Fundación Picasso, 2014).
- Picasso a diario (1881-1973). La ciencia del hombre (inédito).
- Diccionario Picasso-Cataluña (inédito).

### Ediciones sobre Picasso
- Pablo Picasso. La llave de su ojo malagueño. Antología de textos (1935-1959). -- Inglada Ediciones, 2002.
- Epistolario inédito. 41 cartas en torno a Picasso. -- Fundación Picasso, 2004.
- Pablo Ruiz Picasso. Textos españoles (1894-1968). -- Málaga: Fundación Málaga, 2006.
- Gyenes. Picasso: ¡Fuego eterno!. -- Fundación Picasso, 2012).
- Picasso en La Vanguardia. Artículos completos (1900-1973) (inédito).

### Otras obras
- Málaga, 1901-2001: Un siglo de creación impresa. -- Málaga: Centro del 27, Diputación Provincial, 2009.
- Gerardo Diego en ABC (1946-1986).